# Olivier Testa
Olivier Testa (né le 1er avril 1977) est un spéléologue explorateur, connu pour la découverte des crocodiles orange cavernicoles du Gabon, la grotte sépulcrale d'Iroungou au Gabon, les grottes volcaniques dans les Monts Bamboutos au Cameroun et plusieurs découvertes en Haïti,. Il a dirigé ou participé à plus de 40 expéditions d'exploration en Afrique, en Asie et dans les Caraïbes.

## Biographie
Testa est né à Marseille, et a grandi dans les Alpes, à Annecy, il fait ses études à l'École Centrale Paris et sort diplômé en 2000. Il essaie différents métiers puis travaille 2 ans à l'INRIA près de Grenoble en ordonnancement temps-réel régulé de 2001 à 2003. Pendant ce temps, il pratique la spéléologie au sein du club de La Tronche (FLT) sur les massifs de Chartreuse et du Vercors. Il débute la plongée souterraine.
De retour du Cameroun après un volontariat pour le Musée des Civilisations du Cameroun à Dschang, Testa part travailler en mission humanitaire en Ituri, RD Congo, et au retour, décide de suivre sa vocation et de se consacrer à plein temps à l'exploration spéléologique.

## Expéditions

### Gabon
En 2007, au cours d'une expéditions au Gabon avec EEGC, Testa découvre dans la région de Tchibanga, Nyanga les premiers dessins rupestres du pays. D'autres dessins ou gravures rupestres seront découverts plus tard dans d'autres régions du Gabon par Testa et Richard Oslisly, à Lastoursville en 2015 et 2016, ou près de Mouila en 2018 .
En 2010, une mission scientifique pluridisciplinaire est organisée par Richard Oslisly (Shirley, Testa, Sebag, Decaens, Mabicka)  dans la partie amont de la lagune Fernan Vaz, près de la source de la rivière Abanda. Dans les grottes d'Abanda, l'équipe observe et capture des crocodiles cavernicoles, d'une couleur orangée, uniques. Ces crocodiles oranges font partie d'une sous espèce de crocodiles nains, trogloxènes, ils sont piégés dans les cavités, vivent dans l'obscurité totale dans le guano liquide, se nourrissant principalement de sauterelles des cavernes et de  chauves-souris, présentes par dizaines de milliers. Les expéditions se sont poursuivies en 2011, 2015, 2016, 2017.
En 2013, 2015, 2016, Testa et Oslisly reprennent les recherches spéléologiques dans la région de Lastoursville, après 25 ans d'arrêt. Ils explorent une quarantaine de grottes autour de la petite ville, dans cette zone de forêt équatoriale. Parmi les découvertes, de nouvelles grottes (grotte Boukama, grotte Missie, grotte Moungueke), plusieurs découvertes archéologiques (dessins rupestres dans la grotte Koubou, gravures dans la grotte Lipopa, plusieurs anciennes masses-enclumes dans la grotte des Nzoundou, perles et cloches dans la grotte Siyou, éclats de jaspe à Youmbidi).
En 2018, Testa et Oslisly découvrent la grotte sépulcrale d'Iroungou lors d'une expédition spéléologique dans la région de Mouila. Descendant en rappel un gouffre nouvellement découvert, le spéléologue pose le pied dans une salle où se trouvent 28 crânes et des centaines d'ossements humains. Près de 200 artefacts en fer, en cuivre et en laiton jonchent le sol : monnaies-houes, monnaies-couteaux, bracelets-monnaies, cloches et autres objets de pouvoir. La grotte a été fouillée par les archéologues en 2019-2020.

### Chili
En 2010, il participe à l'expédition "Expédition Ultima Patagonia" sur l'Île Madre de Dios" en Patagonie Chilienne.

## Films
- Expédition Abanda, à la recherche du crocodile orange (52min, Elodie Fertil, 2011)[16] - Protagonist
- Cave Crocs of Gabon (60min, Graeme Duane, 2018)[17] - Protagonist
- Anba, in the Depth of Haiti (23min, Vladimir Cellier, 2018)[18] - Producer, protagonist
- Africa's Longest Flooded Cave (26min, Phillip Lehman, 2021) - Diver, editor
- Spirits of the Cave 3 (9min, Phillip Lehman, 2019)[19] - Protagonist